# Ordem da Insígnia de Honra
A Ordem da Insígnia de Honra (em russo:  орден «Знак Почёта») foi uma condecoração civil da União Soviética. Foi instituída em 25 de novembro de 1935 e concedida a cidadãos da União Soviética por realizações notáveis em produção, pesquisa científica,atividades sociais, cultural ou de outra forma social, promovendo o bem estar econômico, científico, tecnológico, cultural ou de outra manifestação, entre a União Soviética e outros países e também por contribuições significantes em pesquisa básica ou aplicada.
A Ordem da Insígnia de Honra foi substituída pela Ordem de Honra (em russo:  орден Почёта), estabelecida por decreto do Presidium do Soviete Supremo da União Soviética em 28 de dezembro de 1988.

## História
A ordem foi estabelecida pelo decreto do Comitê Executivo Central da URSS em 25 de novembro de 1935 . As regras para o uso da ordem, a cor da fita e sua colocação na barra de prêmios foram aprovadas pelo Decreto do Presidium do Soviete Supremo da URSS “Sobre a aprovação de amostras e descrições de fitas para ordens e medalhas da URSS e as Regras para o uso de ordens, medalhas, fitas de ordens e insígnias” datado de 19 de junho de 1943 .
Em 22 de agosto de 1988, foi renomeada Ordem de Honra  . Até 1991, aproximadamente 1 milhão e 581 mil prêmios foram concedidos.

## Estatuto da ordem

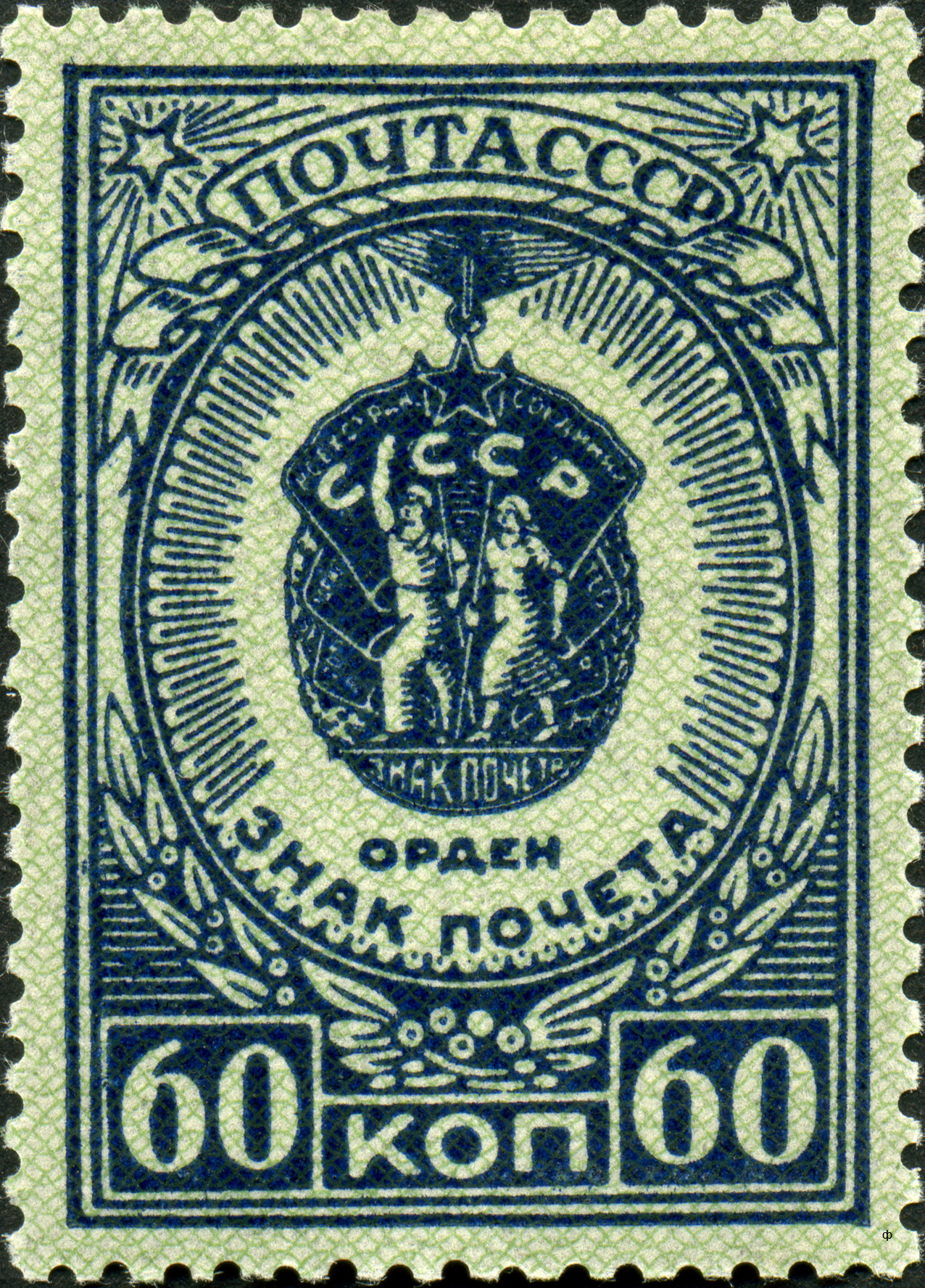
Ordem em selo postal da URSS, 1946

A Ordem da Insígnia de Honra foi criada para recompensar grandes realizações em produção, pesquisa científica, governo, atividades socioculturais, esportivas e outras atividades socialmente úteis, bem como por manifestações de valor cívico.
A Ordem da Insígnia de Honra é concedida a:
- cidadãos da URSS;
- empresas, associações, instituições, organizações, distritos, cidades e outras áreas povoadas.

A Ordem da Insígnia de Honra também pode ser concedida a pessoas que não sejam cidadãos da URSS, bem como a empresas, instituições, organizações e assentamentos de países estrangeiros.
A outorga da Ordem da Insígnia de Honra é efetuada
- por altos indicadores de produção na indústria, agricultura, construção, transportes, comunicações, comércio, alimentação pública, habitação e serviços comunitários, serviços ao consumidor e outros setores da economia nacional;
- por alcançar alta produtividade do trabalho, melhorar a qualidade do produto, reduzir os custos de material e mão de obra para sua produção e ter sucesso no aumento da eficiência da produção social;
- por altos resultados na competição socialista pelo cumprimento e superação das metas planejadas;
- para a introdução de novas tecnologias na produção, experiência avançada, invenções particularmente valiosas e propostas de racionalização;
- por realizações em atividades de pesquisa científica;
- por realizações criativas no campo da cultura soviética, literatura, arte, sucessos na educação e formação comunista da geração mais jovem, treinamento de pessoal altamente qualificado, assistência médica à população, desenvolvimento da cultura física e esportes e outras atividades socialmente úteis;
- por serviços no fortalecimento da capacidade de defesa do país;
- por atividades públicas e estatais frutíferas;
- por serviços no desenvolvimento de laços econômicos, científicos, técnicos, culturais e outros entre a URSS e outros estados;
- por ações corajosas e engenhosas tomadas para salvar vidas, manter a ordem pública, na luta contra desastres naturais e outras manifestações de valor cívico.

A Ordem da Insígnia de Honra é usada no lado esquerdo do peito e, se houver outras ordens da URSS, é colocada após a Ordem da Amizade dos Povos.
Em 28 de dezembro de 1988, por Decreto do Presidium do Soviete Supremo da URSS, foi aprovado um novo estatuto da Ordem de Honra e sua descrição. 

## Descrição da ordem
A Ordem da Insígnia de Honra tem o formato oval, emoldurada nas laterais por ramos de carvalho. No centro estão as figuras de um trabalhador e uma trabalhadora, segurando estandartes simetricamente localizadas à esquerda e à direita deles com a inscrição “Trabalhadores do mundo, uni-vos!”.
Na parte superior da ordem há uma estrela de cinco pontas, sob a qual, no fundo das bandeiras, há uma inscrição em relevo “URSS”. Na parte inferior da ordem está a inscrição em relevo “INSÍGNIA DE HONRA”.
Os estandartes e a estrela são cobertos com esmalte vermelho-rubi e contornados com bordas douradas. Os mastros e as inscrições são dourados, os ramos de carvalho, a parte inferior da ordem e seu fundo geral são oxidados.
A Ordem da Insígnia de Honra é feita de prata, tendo 46 mm de altura e 32,5 mm de largura. O prêmio é conectado a um bloco pentagonal por meio de um ilhó e um anel, coberto com uma fita moiré de seda rosa claro com duas listras longitudinais laranja ao longo das bordas. A largura da fita é de 24 mm, a largura das tiras é de 3,5 mm.
Após a renomeação para Ordem de Honra em 1988, a aparência da ordem mudou ligeiramente. A Ordem de Honra difere da Ordem da Insígnia de Honra porque a inscrição "INSÍGNIA DE HONRA" na parte inferior do anverso é substituída por uma imagem em relevo de uma foice e um martelo e dois ramos de louro divergentes. A peça é fixada à base da ordem por meio de dois pinos . Na transição da Ordem da Insígnia de Honra para a Ordem de Honra, a numeração dos distintivos não foi interrompida .

## Prêmiações
O primeiro decreto do Comitê Executivo Central da URSS sobre a concessão da nova ordem foi emitido em 26 de novembro de 1935. O diretor, os organizadores e 10 participantes do Conjunto de Canto e Dança do Exército Vermelho da Casa Central do Exército Vermelho receberam o prêmio (ao mesmo tempo, o próprio grupo recebeu a Bandeira Vermelha Revolucionária Honorária, e o diretor do conjunto, Alexander Alexandrov, recebeu a Ordem da Estrela Vermelha) .
Em 26 de dezembro de 1935, pela Resolução do Comitê Executivo Central da URSS de 25 de dezembro, pelo heroísmo trabalhista e sucesso no aumento da produção de algodão, a Ordem da Insígnia de Honra, com o número de série 1, foi concedida ao presidente da fazenda coletiva Batyr no distrito de Yangi-Yul da região de Tashkent, Artykbai Tillyabaev; Entre outros, nesse dia, foram também apresentadas ordens ao trabalhador pioneiro de choque da quinta colectiva de Voroshilov, Kavakhan Atakulova, e ao trabalhador pioneiro de choque da fazenda colectiva Kommunism, Nishan Kadyrov (ambos do distrito de Kokand da Província de Fergana) . A primeira equipe a receber a Ordem da Insígnia de Honra foi a oficina de lareira aberta nº 2 da Usina Metalúrgica de Makeyevka, nomeada em homenagem a S. M. Kirov (em 1939). A equipe foi premiada por superar o planejado, boa organização da competição e conclusão antecipada das tarefas mais importantes do estado.
O último detentor da Ordem de Honra Soviética foi o diretor da Fábrica de Cimento de Belgorod da empresa estatal russa Cement, Anatoly Yakovlevich Litvin, que recebeu este prêmio pelo Decreto do Presidium da URSS de 21 de dezembro de 1991 .